# Sungai Palu Palu
Sungai Palu Palu – rzeka na wyspie Pulau Selirong w mukime Labu w dystrykcie Temburong w Brunei. Na wschodzie łączy się z Sungai Raya. Na zachodzie uchodzi do Zatoki Brunei, będącej częścią Morza Południowochińskiego.
Brzegi porośnięte lasem mangrowym z przewagą przedstawicieli rodzaju Rhizophora. Teren ten objęty jest ochroną w ramach Pulau Selirong Forest Recreation Park.